# Ruchstock
Le Ruchstock est une montagne des Alpes uranaises en Suisse. Il culmine à 2 813 m d'altitude. Il s'agit du tripoint entre les cantons de Nidwald, Obwald et Uri.